# Double or Nothing 2023
Double or Nothing 2023 è la quinta edizione dell'omonimo pay-per-view di wrestling prodotto dalla All Elite Wrestling e si è svolto il 28 maggio 2023 alla T-Mobile Arena di Paradise (Nevada).

## Risultati
| #     | Match                                                                         | Stipulazioni                                                                                | Durata |
| ----- | ----------------------------------------------------------------------------- | ------------------------------------------------------------------------------------------- | ------ |
| BuyIn | Gli Hardys e Hook hanno sconfitto Austin Gunn, Colten Gunn e Ethan Page       | Six-man tag team match                                                                      | 15:45  |
| 1     | Orange Cassidy (c) ha vinto eliminando per ultimo Swerve Strickland           | Battle royale per l'AEW International Championship                                          | 22:30  |
| 2     | Adam Cole (con Roderick Strong) ha sconfitto Chris Jericho                    | Unsanctioned match con Sabu come special enforcer                                           | 19:00  |
| 3     | Gli FTR (c) hanno sconfitto Jay Lethal e Jeff Jarrett                         | Tag team match per l'AEW World Tag Team Championship con Mark Briscoe come arbitro speciale | 19:55  |
| 4     | Wardlow (c) ha sconfitto Christian Cage                                       | Ladder match per l'AEW TNT Championship                                                     | 17:10  |
| 5     | Toni Storm (con Saraya e Ruby Soho) ha sconfitto Jamie Hayter (c)             | Single match per l'AEW World Women's Championship                                           | 3:05   |
| 6     | L'House of Black ha sconfitto Anthony Bowens, Billy Gunn e Max Caster         | Six-man tag team match per l'AEW World Trios Championship                                   | 15:20  |
| 7     | Jade Cargill (c; con Mark Sterling e Leila Grey) ha sconfitto Taya Valkyrie   | Single match per l'AEW TBS Championship                                                     | 8:45   |
| 8     | Kris Statlander ha sconfitto Jade Cargill (c; con Mark Sterling e Leila Grey) | Single match per l'AEW TBS Championship                                                     | 0:50   |
| 9     | MJF (c) ha sconfitto Darby Allin, Jungle Boy e Sammy Guevara                  | Fatal four-way match per l'AEW World Championship                                           | 27:50  |
| 10    | Il Blackpool Combat Club ha sconfitto l'Elite                                 | Anarchy in the arena match                                                                  | 27:00  |